# BMW Open 2017
BMW Open 2017 — тенісний турнір, що проходив на ґрунтових кортах у місті Мюнхен, Німеччина з 1 травня. Належав до категорії ATP World Tour 250.

## Фінальна частина

### Одиночний розряд
Александр Зверєв —  Гідо Пелья 6–4, 6–3

### Парний розряд
Хуан Себастьян Кабаль /  Роберт Фара —  Жеремі Шарді /  Фабріс Мартен 6–3, 6–3